# 尚賢王
尚賢王（しょうけんおう、1625年10月16日（天啓5年9月15日） - 1647年10月19日（順治4年9月22日））は、琉球王国第二尚氏王統の第9代国王（在位1641年 - 1647年）。生誕時から薩摩で育つ。しかし、17歳で即位後、「遠見番」をつくり、烽火の制を定めた。また、黒糖、ウコンの専売制はこの時代に始まった。

## 家族
- 父 - 尚豊王
- 母 - 西之按司加那志
- 妃 - 玉寄按司加那志：童名・真加戸樽金、号・花囿。1630年12月22日（崇禎3年11月19日） - 1666年2月13日（康熙5年1月10日）。父は向氏浦添殿内五世越来按司朝則。
- 妻 - 真壁阿護母志良礼：童名・真加戸樽金、号・制心。1628年1月23日（天啓7年12月17日） - 1707年5月12日（康熙46年4月11日）。 父は毛氏支流七世真壁親雲上盛辰。